# Alexij (Lavrov-Platonov)
Alexij (světským jménem: Alexandr Fjodorovič Lavrov-Platonov; 2. září 1829, Semjonovskoje – 22. listopadu 1890, Vilnius) byl ruský duchovní Ruské pravoslavné církve a arcibiskup litevský a vilniuský.

## Život
Narodil se 2. září 1829 ve vesnici Semjonovskoje Jaroslavské gubernie v rodině kněze.
Roku 1844 dokončil Pošechonské duchovní učiliště a roku 1850 Jaroslavský duchovní seminář. Po semináři nastoupil na Moskevskou duchovní akademii.
V letech 1862–1870 přednášel řečtinu na Moskevské duchovní akademii.
Oženil se a roku 1877 ovdověl.
Dne 9. ledna 1878 byl postřižen na monacha se jménem Alexij a 12. ledna 1878 byl rukopoložen na jereje.
Dne 17. března byl povýšen na archimandritu a stal se představeným Savvino-Storoževského monastýru.
Dne 30. dubna 1878 byl rukopoložen na biskupa možajského a druhého vikáře moskevské eparchie. Od 22. ledna 1883 byl biskupem dmitrovským a prvním vikářem moskevské eparchie.
Dne 9. března 1885 byl ustanoven biskupem tavrickým a simferopolským, ale před svým odjezdem do eparchie byl 11. května 1885 jmenován biskupem litevským a vilniuským.
Dne 20. března 1886 byl povýšen na arcibiskupa.
Zemřel náhle 22. listopadu 1890 na infarkt. Pohřben byl v monastýru Ducha svatého ve Vilniusu.